# Chilicola yanezae
Chilicola yanezae là một loài Hymenoptera trong họ Colletidae. Loài này được Hinojosa-Díaz & Michener mô tả khoa học năm 2005.